# ژیان‌مرغ دم‌دراز
ژیان‌مرغ دم‌دراز (نام علمی: Colonia colonus) گونه‌ای از پرندگان تیرهٔ ژیان‌مرغان است که تنها عضو سردهٔ Colonia است.
در آرژانتین، بولیوی، برزیل، کلمبیا، کاستاریکا، اکوادور، گویان فرانسه، گویان، هندوراس، نیکاراگوئه، پاناما، پاراگوئه، پرو، سورینام و ونزوئلا یافت می‌شود. زیستگاه‌های طبیعی آن جنگل‌های جلگه‌ای نمناک نیمه‌گرمسیری یا گرمسیری، جنگل‌های کوهستانی نمناک نیمه‌گرمسیری یا گرمسیری و جنگل‌های پیشین به شدت دگرگون‌شده است.